# Vanves
Vanves település Franciaországban, Hauts-de-Seine megyében. Lakosainak száma 28 507 fő (2022. január 1.). Vanves Malakoff, Clamart, Issy-les-Moulineaux és Párizs községekkel határos.

## Népesség
A település népessége az elmúlt években az alábbi módon változott:
| Lakosok száma | 28 170 | 27 806 | 28 148 | 27 729 | 27 466 | 27 846 | 27 871 | 28 014 | 28 507 |
|               | 2013   | 2015   | 2016   | 2017   | 2018   | 2019   | 2020   | 2021   | 2022   |